# مثبت (طيران)

وحدات موازنة رأسية وأفقية على متن طائرة إيرباص A380

مثبت الطائرة (aircraft stabilizer) هو سطح ديناميكي هوائي، يشتمل عادةً على سطح تحكم متحرك واحد أو أكثر، يوفر ثباتًا وتحكمًا طوليًا (pitch) و/أو اتجاهي «انحراف» (yaw). يمكن أن يتميز المثبت بهيكل ثابت أو قابل للتعديل يتم فيه تثبيت أي أسطح تحكم متحركة، أو يمكن أن يكون هو نفسه سطحًا متحركًا بالكامل مثل رافع موازن. اعتمادًا على السياق، قد يصف «المثبت» أحيانًا الجزء الأمامي فقط من السطح الكلي.
في التكوين التقليدي للطائرة، تشكل المثبتات الرأسية (الزعنفة) والأفقية (المستوية الخلفية) ذيلًا متمركزًا في ذيل الطائرة. تتميز الترتيبات الأخرى لمجموعة الذيل، مثل التكوين على ذيل على شكل V، بمثبتات تساهم في مزيج من الاستقرار والتحكم الطولي والاتجاهي.
يمكن الحصول على الثبات والتحكم الطولي من خلال تكوينات الجناح الأخرى، بما في ذلك الطائرات الخيطية ذات الأجنحةالمترادفة والطائرات الخالية من الذيل.
يتم تثبيت بعض أنواع الطائرات باستخدام نظام التحكم الإلكتروني في الطيران؛ في هذه الحالة، قد تعمل الأسطح الثابتة والمتحركة الموجودة في أي مكان على طول الطائرة كمخمدات أو مثبتات الحركة النشطة.

## المثبتات الأفقية

تستخدم طائرة بوينغ 737 مثبتًا قابلًا للضبط، يتم تحريكه بواسطة لولب رافعة، لتوفير قوى تقليم الملعب المطلوبة. المثبت العام موضح.

يتم استخدام المثبت الأفقي للحفاظ على الطائرة في توازن طولي، أو تقليم:  يبذل قوة عمودية على مسافة بحيث يكون مجموع لحظات الانحدار حول مركز الجاذبية صفرًا. تختلف القوة الرأسية التي يمارسها المثبت باختلاف ظروف الطيران، ولا سيما وفقًا لمعامل رفع الطائرة وانحراف قلابة الجناحاللذان يؤثران على موضع مركز الثقل، ومع موضع مركز جاذبية الطائرة (الذي يتغير مع الطائرة التحميل واستهلاك الوقود). تتطلب الرحلة عبر الصوتيات خاصة على المثبتات الأفقية؛ عندما تصل السرعة المحلية للهواء فوق الجناح إلى سرعة الصوت، يحدث تحرك مفاجئ في الخلف لمركز الثقل.
دور آخر للمثبت الأفقي هو توفير استقرار ثابت طولي. يمكن تحديد الثبات فقط عندما تكون المركبة في حالة جيدة؛ يشير إلى ميل الطائرة للعودة إلى حالة القطع إذا تعرضت للانزعاج. يحافظ هذا على موقف ثابت للطائرة، مع زاوية ميل غير متغيرة بالنسبة إلى تيار الهواء، دون تدخل نشط من الطيار. يتطلب ضمان الاستقرار الثابت للطائرة ذات الجناح التقليدي أن يكون مركز ثقل الطائرة متقدمًا على مركز الضغط، لذا فإن المثبت الموجود في الجزء الخلفي من الطائرة سينتج قوة الرفع في الاتجاه الهبوطي.
يستخدم المصعد للتحكم في محور الانحدار؛ في حالة وجود ذيل متحرك بالكامل، تعمل المجموعة بأكملها كسطح تحكم.

### تفاعل الجناح المثبت
الاجترافالعكسي والاجتراف السفلي المرتبطين بتوليد الرفع هو مصدر التفاعل الديناميكي الهوائي بين الجناح والمثبت، والذي يترجم إلى تغيير في زاوية الهجوم الفعالة لكل سطح. تأثير الجناح على الذيل أكثر أهمية من التأثير المعاكس ويمكن نمذجة باستخدام نظرية خط الرفع (Prandtl)؛ ومع ذلك، فإن التقدير الدقيق للتفاعل بين الأسطح المتعددة يتطلب محاكاة الكمبيوتر أو اختبارات نفق الرياح.

### تكوينات المثبت الأفقي

#### الطائرة التقليدية

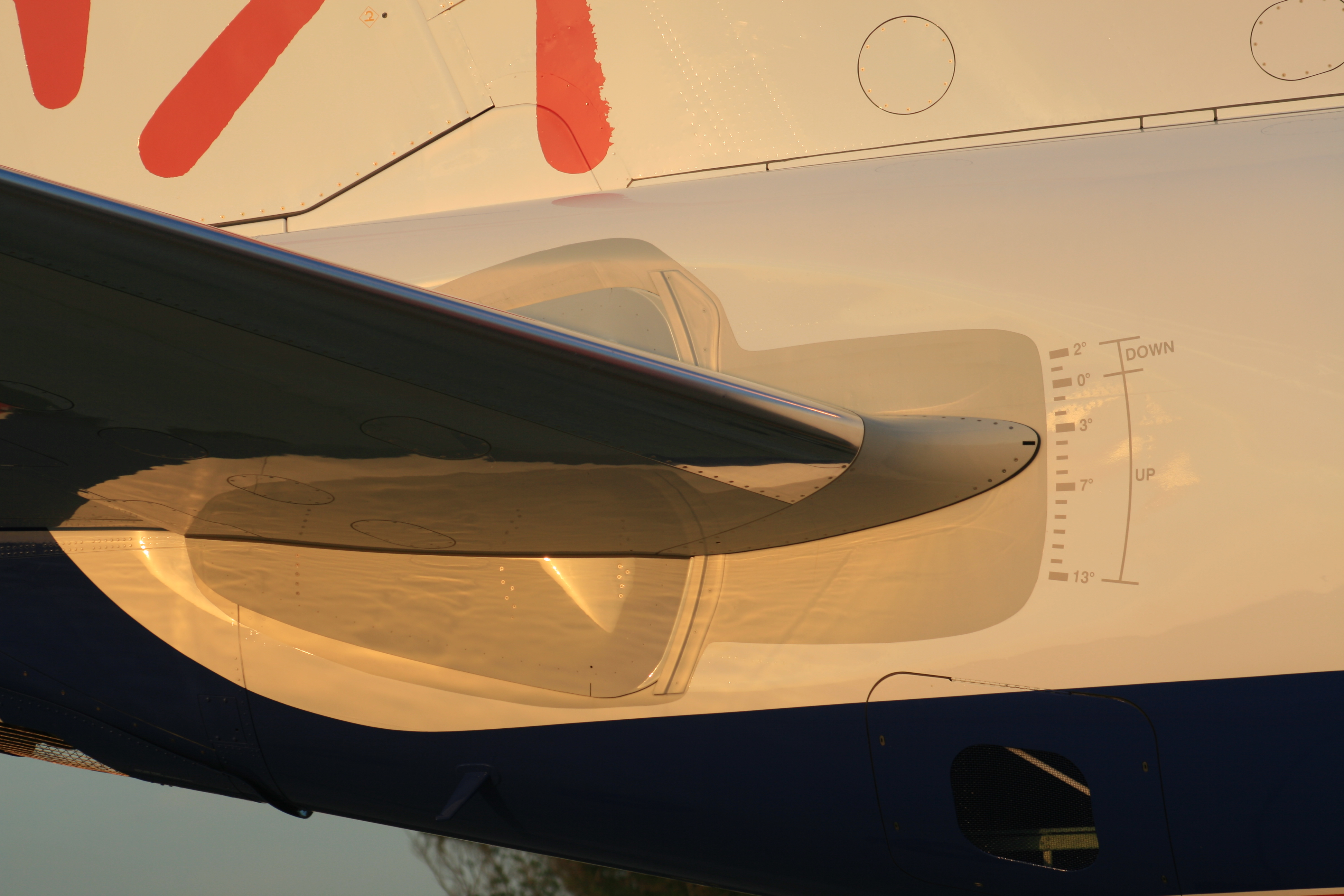
المثبت الأفقي القابل للضبط لـ إمبراير 170، مع علامات توضح زوايا تقليم الأنف لأعلى والأنف لأسفل

في التكوين التقليدي، يكون المثبت الأفقي عبارة عن ذيل أفقي صغير أو ذيل خلفي يقع في الجزء الخلفي من الطائرة. هذا هو التكوين الأكثر شيوعًا.
في العديد من الطائرات، تتكون مجموعة الطائرة الخلفية من سطح ثابت مزود بسطح رافع خلفي مفصلي. يمكن استخدام علامات القطع للتخفيف من قوى إدخال الطيار؛ على العكس من ذلك، في بعض الحالات، مثل الطائرات الصغيرة ذات المثبتات المتحركة بالكامل، يتم استخدام سطيح موازن مضاد المؤازرة لزيادة هذه القوى.
تتميز معظم الطائرات وطائرات النقل بطائرة ذيل كبيرة بطيئة الحركة وقابلة للضبط والتصحيح يتم دمجها مع رافعات مستقلة الحركة. يتم التحكم في الرافعات بواسطة الطيار أو الطيار الآلي وتعمل بشكل أساسي على تغيير موقف الطائرة، بينما يتم استخدام التجميع بالكامل لتقليص (الحفاظ على التوازن الأفقي الثابت) وتثبيت الطائرة في محور الميل.
تتميز العديد من الطائرات الأسرع من الصوت بتجميع ذيل متحرك بالكامل، يُسمى أيضًا المثبت، حيث يكون السطح بأكمله قابل للتعديل.
تشمل المتغيرات في التكوين التقليدي الذيل على شكل حرف (T)، والذيل الصليبي، والذيل المزدوج، والذيل المركب على ذراع الرافعة المزدوجة.

#### طائرة ثلاثية الأسطح

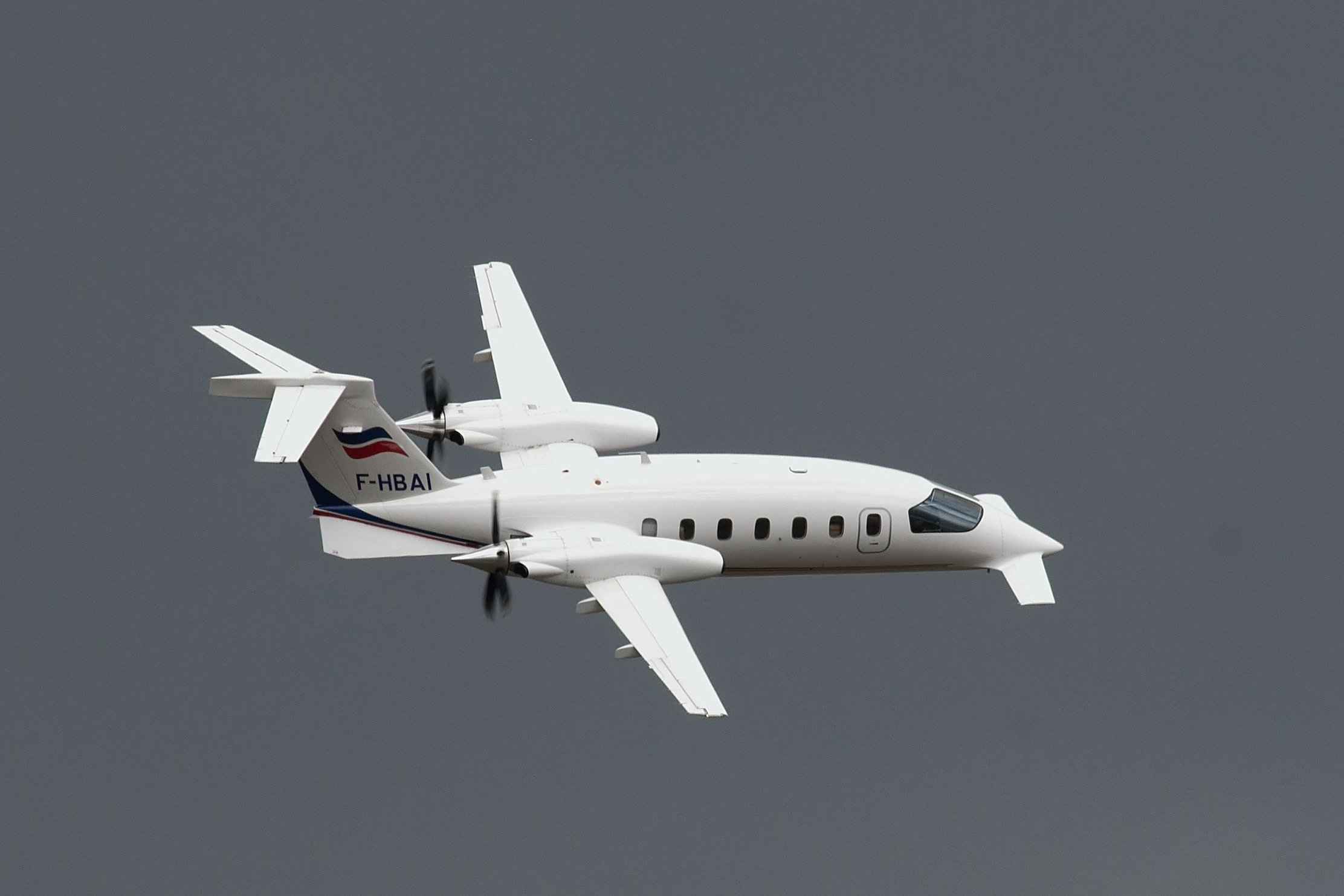
التكوين ثلاثي الأسطح لـ بياغيو بيه.180 أفانتي

الطائرات ذات الأسطح الثلاثة مثل بياغيو بيه.180 أفانتي أو (Scaled Composites Triumph) وكاتبيرد، الطائرة الخلفية هي عامل استقرار كما في الطائرات التقليدية؛ توفر اللوحة الأمامية، المسماة foreplane أو كانارد (canard)، الرفع وتعمل كسطح موازنة.
بعض الطائرات السابقة ذات الثلاثة أسطح، مثل (Curtiss AEA June Bug) أو (Voisin 1907) ذات السطحين، كانت ذات تصميم تقليدي مع سطح تحكم إضافي في الميل الأمامي والذي كان يسمى «المصعد» أو أحيانًا «المثبت». نظرًا لعدم وجود المصاعد، لم تكن المروحيات الخاصة بهذه الطائرات ما يسمى الآن بالمثبتات التقليدية. على سبيل المثال، كان نظام (Voisin) عبارة عن تصميم رفع ترادفي (الجناح الرئيسي والجناح الخلفي) مع لوحة أمامية لم تكن مستقرًا ولا ترفع بشكل أساسي؛ كان يطلق عليه " équilibreur " («موازن»)، ويستخدم كعنصر تحكم في الملعب وتقليم السطح.

#### طائرات كانارد

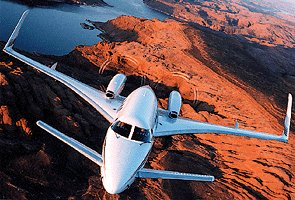
التكوين الكاذب لـ Beechcraft Starship

في التكوين الكاذب، يوجد جناح صغير، أو مقدمة الطائرة، أمام الجناح الرئيسي. يسميها بعض المؤلفين عامل الاستقرار  أو يعطي للطائرة الأمامية وحدها دور استقرار،  على الرغم من أنه فيما يتعلق باستقرار الملعب، توصف اللوحة الأمامية عمومًا بأنها سطح مزعزع للاستقرار، يوفر الجناح الرئيسي لحظة الاستقرار في الملعب.
في الطائرات غير المستقرة بشكل طبيعي، يمكن استخدام أسطح الكانارد كجزء نشط من نظام الاستقرار الاصطناعي، وأحيانًا تسمى المثبتات الأفقية.

#### طائرات بدون طيار

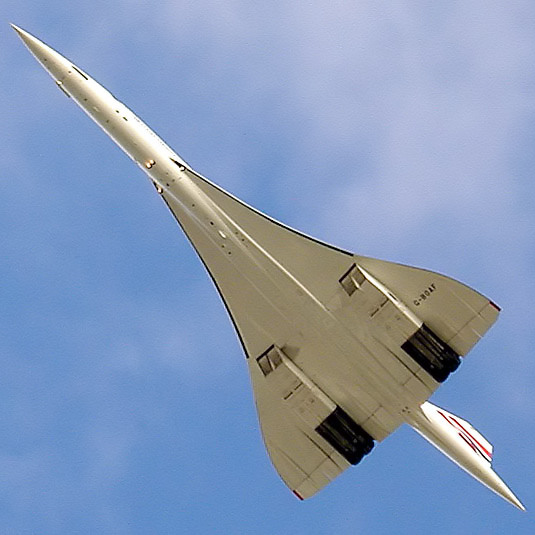
التكوين المجترف للكونكورد

الطائرات بدون طيار تفتقر إلى عامل استقرار أفقي منفصل. في الطائرات التي لا ذيل لها خلفية، يكون سطح التثبيت الأفقي جزءًا من الجناح الرئيسي. يتحقق الاستقرار الطولي في الطائرات الخالية من الذيل من خلال تصميم الطائرة بحيث يكون مركزها الديناميكي الهوائي خلف مركز الثقل. يتم ذلك عمومًا عن طريق تعديل تصميم الجناح، على سبيل المثال عن طريق تغيير زاوية السقوط في اتجاه الامتداد (انحراف الجناح أو التواءه)، أو باستخدام الجنيحات الانعكاسية المحدبة.

## المثبتات الرأسية
يوفر المثبت الرأسي ثباتًا في الاتجاه (أو الانعراج) وعادة ما يشتمل على زعنفة ثابتة ودفة تحكم متحركة معلقة على الحافة الخلفية. أقل شيوعًا، لا يوجد مفصل ويتم تدوير سطح الزعنفة بالكامل لتحقيق الاستقرار والتحكم.
عندما تواجه طائرة هبوب رياح أفقية، يتسبب ثبات الانعراج في تحول الطائرة إلى مهب الريح، بدلاً من الدوران في نفس الاتجاه.
تؤثر هندسة جسم الطائرة، وغطاء المحرك، والمراوح الدوارة على الاستقرار الجانبي الثابت وتؤثر على الحجم المطلوب للمثبت.
لا تحتوي كل الطائرات على مثبت رأسي. بدلاً من ذلك، يمكن أن يوفر اكتساح الجناح وثنائي السطوح درجة مماثلة من الاستقرار الاتجاهي، بينما يتم التحكم في الاتجاه غالبًا عن طريق إضافة سحب على جانب الطائرة، يجب توجيه الطائرة نحوها، إما في شكل أجنحة سبويلر أو أجنحة مقسمة.

### استقرار الاتجاه والتحكم فيه
على الرغم من أن استخدام المثبت الرأسي هو الأكثر شيوعًا، إلا أنه من الممكن الحصول على ثبات اتجاهي بدون مثبت رأسي منفصل. يحدث هذا عندما يتم دفع الجناح للخلف وفي بعض الحالات، كما هو الحال على سبيل المثال في جناح روغالو الذي يستخدم غالبًا للطائرات الشراعية المعلقة، مما يعني عدم الحاجة إلى زعنفة.
- الاستقرار. عندما يتم تدوير الجناح المنفلت في الانحراف، يتم تقليل اكتساح الجناح الخارجي، وبالتالي زيادة السحب، بينما يزداد اكتساح الجناح الداخلي، مما يقلل السحب. هذا التغيير في توزيع السحب يخلق لحظة استعادة.
- مراقبة. تتمثل إحدى طرق التحكم في الانعراج في استخدام فرملة الهواء التفاضلية للتأثير على السحب مباشرةً. هذه التقنية مناسبة للتحكم الإلكتروني في الطيران، كما هو الحال في الجناح الطائر نورثروب غرومان بي 2 سبيرت.[27]

## الطولية مجتمعة - مثبتات الاتجاه

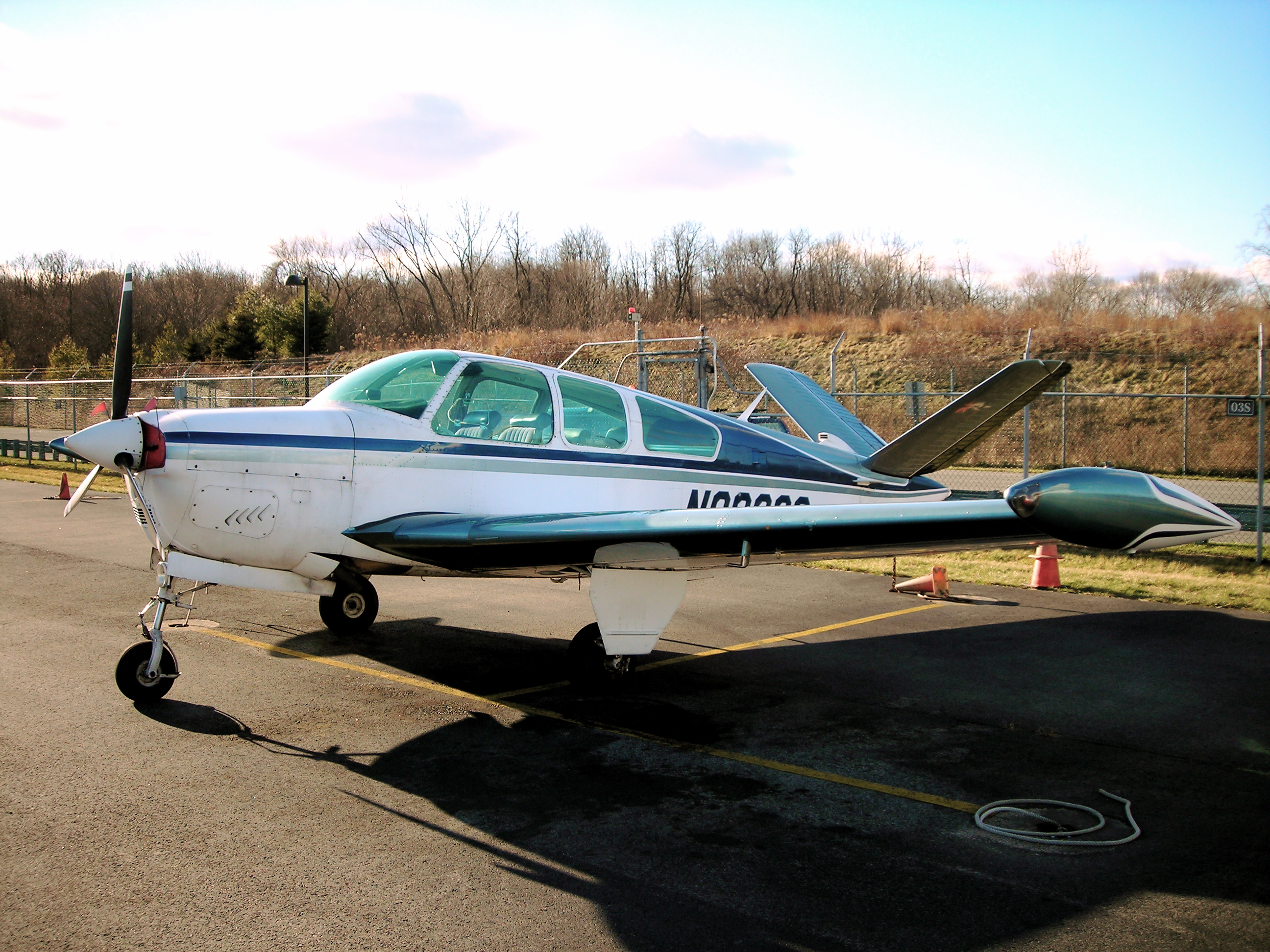
بيتشكرافت بونانزا، المثال الأكثر شيوعًا لتكوين ذيل على شكل - V

في بعض الطائرات، يتم دمج المثبتات الأفقية والعمودية في زوج من الأسطح تسمى ذيل على شكل - V. في هذا الترتيب، يتم تثبيت اثنين من المثبتات (الزعانف والدفات) عند 90 - 120 درجة لبعضهما البعض، مما يعطي مساحة أفقية أكبر من تلك الرأسية كما هو الحال في غالبية ذيول التقليدية. ثم يتم تسمية أسطح التحكم المتحركة باسم (ruddervators). وبالتالي، يعمل الذيل على شكل V كمثبت للانعراج والنغمة.
على الرغم من أنه قد يبدو أن تكوين الذيل على شكل V يمكن أن يؤدي إلى انخفاض كبير في منطقة الذيل المبللة، إلا أنه يعاني من زيادة في تعقيد التحكم في التشغيل، بالإضافة إلى التفاعل الديناميكي الهوائي المعقد والضار بين السطحين. يؤدي هذا غالبًا إلى زيادة المساحة الإجمالية التي تقلل أو تلغي الفائدة الأصلية. تم تصميم طائرة بيتشكرافت بونانزا الخفيفة في الأصل مع ذيل V.
توجد مخططات مجتمعة أخرى. الطائرة بدون طيار جنرال أتوميكس MQ-1 بريداتور لها ذيل V مقلوب. يمكن وصف أسطح الذيل لـ لوكهيد إكس إف في على أنها ذيل V مع أسطح ممتدة من خلال جسم الطائرة إلى الجانب الآخر. كان لدى ليرأفيا لير فان ذيل Y. ستوفر جميع ترتيبات الذيل المزدوج بزاوية ثنائية السطح مزيجًا من الاستقرار الطولي والاتجاهي.

## ملحوظات
1. ↑  F-117 Nighthawk, 90° - Fouga Magister, 105° - Beech Bonanza, 116°
2. ↑  A لفظ منحوت of rudder & elevator

## روابط خارجية
- المصطلحات المتعلقة بالطائرات نسخة محفوظة 10 أكتوبر 2012 على موقع واي باك مشين.